# Río Luis (Veraguas)
Río Luis es un corregimiento del Distrito de Santa Fe en la provincia de Veraguas, República de Panamá. La localidad tiene 2.204 habitantes (2010).

## Demografía
En 2010 Río Luis contaba con una población de 2 204 habitantes según datos del Instituto Nacional de Estadística y una extensión de 259,2 km² lo que equivale a una densidad de población de 8,5 habitantes por km².

### Razas y etnias
- 43,78 % Chibchas (Americanos)[3]
- 55,72 % Campesinos
- 0,5 % Afropanameños[3]